# Pokertoernooi
Een pokertoernooi is een toernooi waarin deelnemers tegen elkaar poker spelen. Het doel van het spel is om alle in het spel zijnde chips te vergaren. De deelnemer die dat lukt wint de eerste prijs; de overige deelnemers wordt een plaats toegewezen aan de hand van het tijdstip van uitschakeling.
Het aantal deelnemers bij een pokertoernooi is minimaal twee (in dat geval wordt gesproken van een heads-up-toernooi) en kan oplopen tot vele duizenden zoals bijvoorbeeld bij de World Series of Poker.

## Algemeen

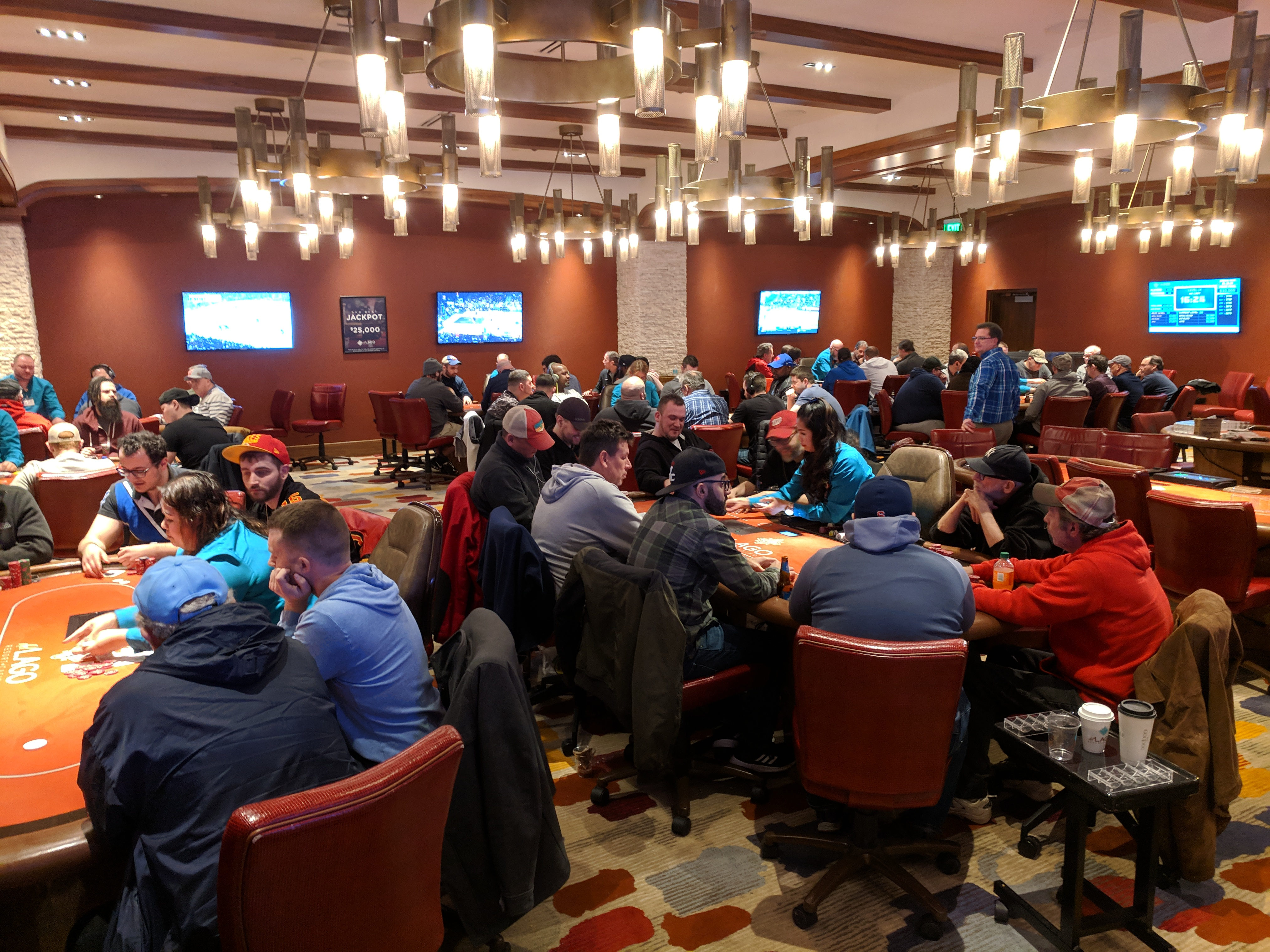
Pokertoernooi in het Del Lago Resort and Casino in Tyre (New York).

Om deel te kunnen nemen aan een pokertoernooi moet een speler zich eerst inkopen. Het inschrijfgeld (de buy-in) bestaat uit een inlegbedrag plus een bepaalde fee die naar de organisator gaat. Bij een buy-in van bijvoorbeeld € 500+50 gaat € 500 naar de prijzenpot, terwijl de organisator € 50 ontvangt. Naast de fee worden soms ook nog percentages van de prijzenpot ingehouden. Zo houdt Holland Casino 1 tot 5% van de prijzenpot bij pokertoernooien in om kosten te dekken.
Er zijn ook toernooien die geen inschrijfgeld vragen, zoals de Pokerkampioen van Nederland en het ONK Poker. In die toernooien zijn echter ook geen geldprijzen te winnen.
Iedere speler ontvangt aan het begin van het toernooi een bepaalde waarde aan toernooipunten. Deze toernooifiches vertegenwoordigen niet direct een monetaire waarde; zij worden slechts gebruikt voor het spel. Het doel van het spel is om alle in het spel zijnde chips te vergaren. De deelnemer die dat lukt wint de eerste prijs; de overige deelnemers wordt een plaats (en prijs) toegewezen aan de hand van het tijdstip van uitschakeling. Anders dan bij cashgames, is het niet mogelijk om tussentijds de toernooifiches te verzilveren voor een geldprijs.
Kenmerkend aan pokertoernooien is dat de blinds periodiek worden verhoogd, waardoor de verplichte inzet per ronde steeds hoger wordt. Naarmate meer spelers worden uitgeschakeld worden tafels opgebroken: Spelers van de opgebroken tafel worden dan verplaatst naar een andere tafel zodat het aantal deelnemers per tafel steeds ongeveer gelijk is.
Pokertoernooien kunnen in beginsel in iedere pokervariant gespeeld worden, maar veruit het populairst zijn de No Limit Texas Hold'em-toernooien.

## Toernooivormen

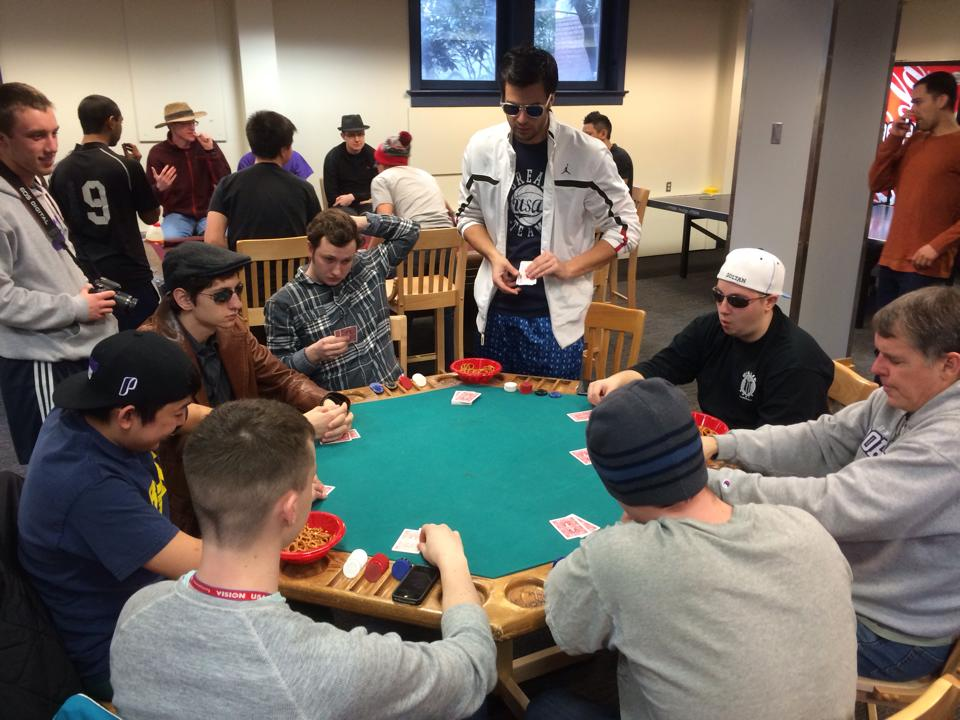

### Freeze-out / Rebuy / Add-on / Re-entry
Een toernooi waarbij het verliezen van alle fiches ook direct leidt tot uitschakeling wordt ook wel een freeze-out genoemd. In sommige gevallen hebben spelers de mogelijkheid om nieuwe chips bij te kopen (rebuy), zodat zij in het spel blijven. Daarnaast bieden sommige toernooien de mogelijkheid tot het doen van een add-on. Na het verstrijken van een bepaalde periode krijgen de spelers het aanbod om extra fishes aan hun stack toe te voegen, de add-on.
Een bijzondere vorm van rebuy is de re-entry. De geëlimineerde speler kan zich opnieuw inkopen maar krijgt ook een nieuwe stoel aan een andere tafel aangewezen. Hij wordt als het ware behandeld als een nieuwe speler die zich 'vers' inkoopt. Het voordeel van re-entry is voor de organisator: Hij kan opnieuw toernooifees in rekening brengen.

### Bijzondere toernooivormen
Er bestaan bijzondere vormen van pokertoernooien:
- Bounty-toernooi, waarbij een speler een beloning krijgt voor iedere tegenstander die hij uitschakelt;
- Team-toernooi, waarbij spelers in teams afwisselend deelnemen aan het toernooi;
- Shootout-toernooi, dat in verschillende rondes wordt gespeeld. Normaal gesproken worden de tafels gebalanceerd zodat gedurende het toernooi elke tafel een gelijk aantal spelers heeft. Bij een shootout is het echter de bedoeling om eerst alle tegenstanders aan de tafel te elimineren. De winnaars gaan vervolgens door naar de tweede ronde, en zo verder.
- Deepstack: Een toernooivorm waarbij men begint met een relatief groot aantal punten. Meestal is de beginfase van een deepstack langzamer dan bij reguliere toernooien.
- 6-max of 8-max: Een normale pokertafel heeft 9 of 10 stoelen. Bij sommige toernooien is het aantal spelers per tafel beperkt tot zes (6-max of 6-handed) of acht (8-max);
- Turbo-toernooi: Een toernooi dat in hoger tempo wordt gespeeld, waardoor de blinds sneller omhoog gaan. Een bijzondere vorm is de hyper-turbo dat in een extreem hoog tempo wordt gespeeld.

Het is ook mogelijk om deze modaliteiten te combineren in één toernooi. Zo is bijvoorbeeld een 6-max Deepstack Turbo mogelijk.

## Belangrijke pokertoernooien

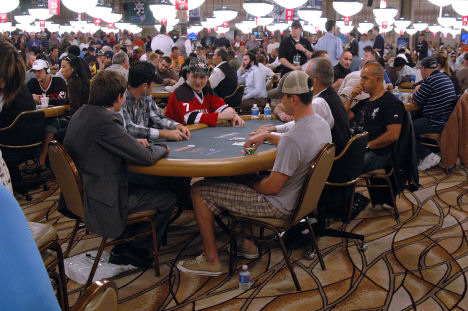
World Series of Poker 2007

- World Series of Poker
- World Poker Tour
  - World Poker Tour Amsterdam
- European Poker Tour
- Master Classics of Poker
- Holland Casino Poker Series
- Unibet Open